# گروه کامپوزیت ۵۰۹
گروه کامپوزیت ۵۰۹ (به انگلیسی: 509th Composite Group)، واحدی از نیروی هوایی نیروی زمینی ایالات متحده آمریکا بود که در طول جنگ جهانی دوم ایجاد شد و وظیفه عملیاتی جنگ‌افزار هسته‌ایها را بر عهده داشت. در اوت ۱۹۴۵ بمباران اتمی هیروشیما و ناگاساکی ژاپن را اجرا کرد.
این گروه در ۱۷ دسامبر ۱۹۴۴ در پایگاه نیروی هوایی ونداور، یوتا فعال شد. فرماندهی آن را سرهنگ دوم (ایالت‌ها) پال تیبتس بر عهده داشت. از آنجایی که شامل اسکادران‌های پرنده مجهز به بوئینگ بی-۲۹ سوپرفورترس بمب‌افکنها، داگلاس سی-۴۷ اسکای‌ترین و داگلاس سی-۵۴ اسکای‌مستر هواگرد ترابری "به‌جای "pombardation"، گروه به‌عنوان "pombardation" تعیین شد. این سیلورپلیت B-29ها را اداره می‌کرد که به‌طور ویژه برای حمل سلاح‌های هسته‌ای پیکربندی شده بودند.